# Socialno vplivanje
Socialno vplivanje je pojav s področja socialne psihologije.
O socialnem vplivanju lahko govorimo, kadar delovanje ene osebe usmerja ali pa je predpogoj za delovanje druge osebe. Pri objektu vplivanja gre za spremembo kognicije, čustev ali vedenja, ki je povzročena s strani posameznika ali skupine, ki hoteno ali nehoteno izziva spremembo. Izzivanje spremembe lahko poteka na način gole izpostavljenosti ali z akcijo. Socialni vpliv je dvosmeren proces, pomemben vidik pa je tudi odpornost nanj, sposobnost avtonomnega ravnanja kljub pritiskom.
Pojem socialnega vpliva se močno povezuje s pojmom socialne moči. Slednja se manifestira takrat, kadar lahko za nek objekt trdimo, da bo drugi objekt nanj pomembno vplival in ga postavil v odnos odvisnosti in podrejenosti. Kljub vsemu pa se pojma vpliva in moči med seboj razlikujeta. V odnosu med akterji je pri vplivu opaziti soodvisnost, medtem ko moč temelji na odvisnosti. 

## Oblike socialnega vpliva
Komplianca
Komplianca je sprememba vedenja, ne pa nujno tudi sprememba stališča v zvezi s tem vedenjem. Oseba se pozitivno odzove na implicitno ali eksplicitno prošnjo, saj se vede v skladu z njo, svoja resnična stališča pa zadrži zase.
Identifikacija (poistovetenje)
Pri identifikaciji gre za spremembo stališča in vedenja pod vplivom nekoga, ki nam je všeč. Oglasi, ki vključujejo zvezdnike, temeljijo na tem principu. 
Internalizacija (ponotranjenje) oz. konverzija
Internalizacija je proces sprejemanja norm, ki jih postavijo za posameznika pomembne druge osebe ali skupine. Gre za popolno prevzemanje norm na način, da jih oseba dojame kot sebi lastne.
Konformnost
Z izrazom konformiranje označujemo popuščanje eksplicitnim ali implicitnim socialnim pritiskom na posameznika v primeru, ko ima le-ta svoja lastna stališča, a se jim zavoljo normativnih standardov odpove. Je le ena izmed možnih reakcij na skupinski pritisk, možen odziv pa je tudi anti-konformizem, ko se pritisku na videz upremo, navzven ostanemo pri dotedanjem stališču, zasebno pa sprejemamo mnenje skupine. V relaciji do konformizma poznamo še dva fenomena: negativizem oz. negativni konformizem (osebe se javno zavzamejo za skupini nasprotna stališča) in neodvisnost (osebe tako javno kot zasebno ostajajo pri svoji prvotni poziciji in ne podlegajo pritiskom). Konformnost je v svojih eksperimentih preučeval Solomon Asch.
Poslušnost
Poslušnost je pritisk na posameznika, da prilagodi svoja stališča, mnenja, vrednote in norme vladajočim normam. Gre za socialni vpliv, ki ga imajo avtoritete. Ljudje se v prisotnosti ali po navodilih legitimnih avtoritet vedejo presenetljivo poslušno, tudi ko gre za sicer vprašljivo početje. S tem fenomenom se je v svojih ekspermentih ukvarjal ameriški psiholog Stanley Milgram.
Reaktanca
Reaktanca se pojavi, ko oseba zaznava, da jo nekdo omejuje pri izbiri oz. zmanjšuje spekter možnih alternativ. To se zgodi npr. takrat, ko je oseba pod pritiskom, naj sprejme nek pogled ali stališče. Posledici sta sprejemanje ali ojačanje stališča, ki je nasprotno želenemu stališču in povečanje odpornosti na prepričevanje. Na tem fenomenu temelji obratna psihologija, ki želi osebo prepričati, naj izbere nasprotno od tega, kar je videti, da želijo da bi izbrala.

## Vpliv prisotnosti drugih oseb
Najenostavnejši primer socialnega vplivanja, pri katerem med ljudmi in posameznikom ni nobene (zavestne) interakcije, je vpliv prisotnosti drugih ljudi na posameznika. Lahko gre za učinek publike, kjer ljudje posameznika opazujejo, ali pa za učinek soaktivnosti, pri katerem se ljudje zgolj ukvarjajo s podobnimi aktivnostmi.
Prisotnost drugih ljudi lahko deluje vzpodbudno ali zaviralno. V prvem primeru govorimo o učinku socialne olajšave, v drugem primeru pa o učinku socialne zavore. Učinek socialne olajšave je prisoten predvsem pri reševanju enostavnejših nalog in se izniči pri reševanju zahtevnejših nalog. 
Prisotnost drugih je pomemben dejavnik storilnosti. Če oseba ocenjuje, da so drugi sovražno razpoloženi do nje, obstaja večja verjetnost, da bodo rezultati njenega dela slabši, če pa drugi pozitivno reagirajo nanjo, to vpliva na izboljšanje rezultatov.
Kadar pa je naloga bolj kompleksna in nova, s posameznikom pa pri reševanju problema sodelujejo druge osebe, so njihovi vplivi bolj zapleteni. Individualni prispevki posameznika niso strogo določljivi, zato se lahko posameznik manj trudi pri reševanju problema. Odgovornost za rešitev se porazdeli, nihče pa se ne čuti zares osebno odgovornega. V takšnem primeru se uveljavi tretja vrsta socialnega vpliva zaradi prisotnosti drugih oseb, ki ji pravimo socialna popustljivost.

## Tipi socialnega vplivanja
Informacijsko vplivanje
O informacijskem vplivu posameznika ali skupine govorimo takrat, ko se posameznik obrne nanj(o), da bi pridobil točne informacije o realnosti. Uporaba te vrste vpliva je značilna predvsem v dvoumnih situacijah, ko ljudje niso prepričani o tem, kaj je potrebno storiti in se raje zanesejo na druge. Podobno se zgodi tudi v kriznih situacijah, ko je zaželena takojšnja reakcija. Informacijski vpliv se običajno zaključi s procesom internalizacije, pri katerem oseba zares verjame prejetim informacijam.
Normativno vplivanje
O normativnem socialnem vplivanju govorimo takrat, ko se posameznik podredi skupini, da bi bil sprejet. S tem se izogne socialni izključenost ali kaznovanju s strani skupine zaradi lastne deviantnosti. Rezultat normativnega vplivanja je običajno komplianca, saj posameznik stališča skupine sprejme le v svojem obnašanju, vendar pa vanje ne verjame. 

## Šest principov socialnega vplivanja po Robertu Cialdiniju
Vzajemnost (Reciprocity) – Ljudje so nagnjeni k temu, da povrnejo uslugo. Iz tega razloga so brezplačni vzorci v oglaševanju uspešni, saj prejemniki vzorca želijo povrniti uslugo, to pa lahko storijo tako, da kupijo oglaševan izdelek.
Doslednost (Commitment and Consistency) – če se ljudje zavežejo, da bodo spoštovali nek dogovor oz. sledili neki ideji, je verjetnost, da bodo to res storili, večja, saj postane ta ideja skladna z njihovo podobo o sebi. Tudi če osnovna spodbuda oz. motivacija po dogovoru ni več prisotna, je zelo verjetno, da bodo posamezniki še naprej upoštevali sklenjeni dogovor.
Dokazovanje (Social Proof) – ljudje bodo počeli stvari, katere vidijo, da jih počnejo drugi. Primer takšnega početja je eksperiment, v katerem sodelavci eksperimentatorja gledajo v nebo. Mimoidoči praviloma tudi sami pogledajo v nebo, ko opazijo, da drugi gledajo v nebo. Ta princip pojasnjuje tudi, zakaj raje jemo v polnih restavracijah. Ta princip se tesno povezuje s fenomenom konformizma.
Legalna moč (Authority) - Ljudje smo nagnjeni k uboganju avtoritet, tudi če gre za sporna dejanja (glej Milgramov eksperiment). Zato npr. za oglaševanje farmacevtskih produktov pogosto najamejo farmacevte ali zdravnike.
Referenčna moč (Liking) – Ljudi zlahka prepričajo ljudje, ki so jim všeč. Z večjo verjetnostjo bodo kupili izdelek, če jim ga želi prodati njim ljuba oseba. S tem fenomenom se pojasnjuje uspešnost prodaje posode, ki temelji na predstavitvah na domu oseb, ki so posodo že kupile, na katere povabijo svoje prijatelje.
Redkost (Scarcity) – Zaznana redkost bo povzročila povpraševanje. Če je dobrina dosegljiva samo v omejenem času ali če gre za zadnje primerke, bo to spodbudilo prodajo. 